# Stadtwerke Herford

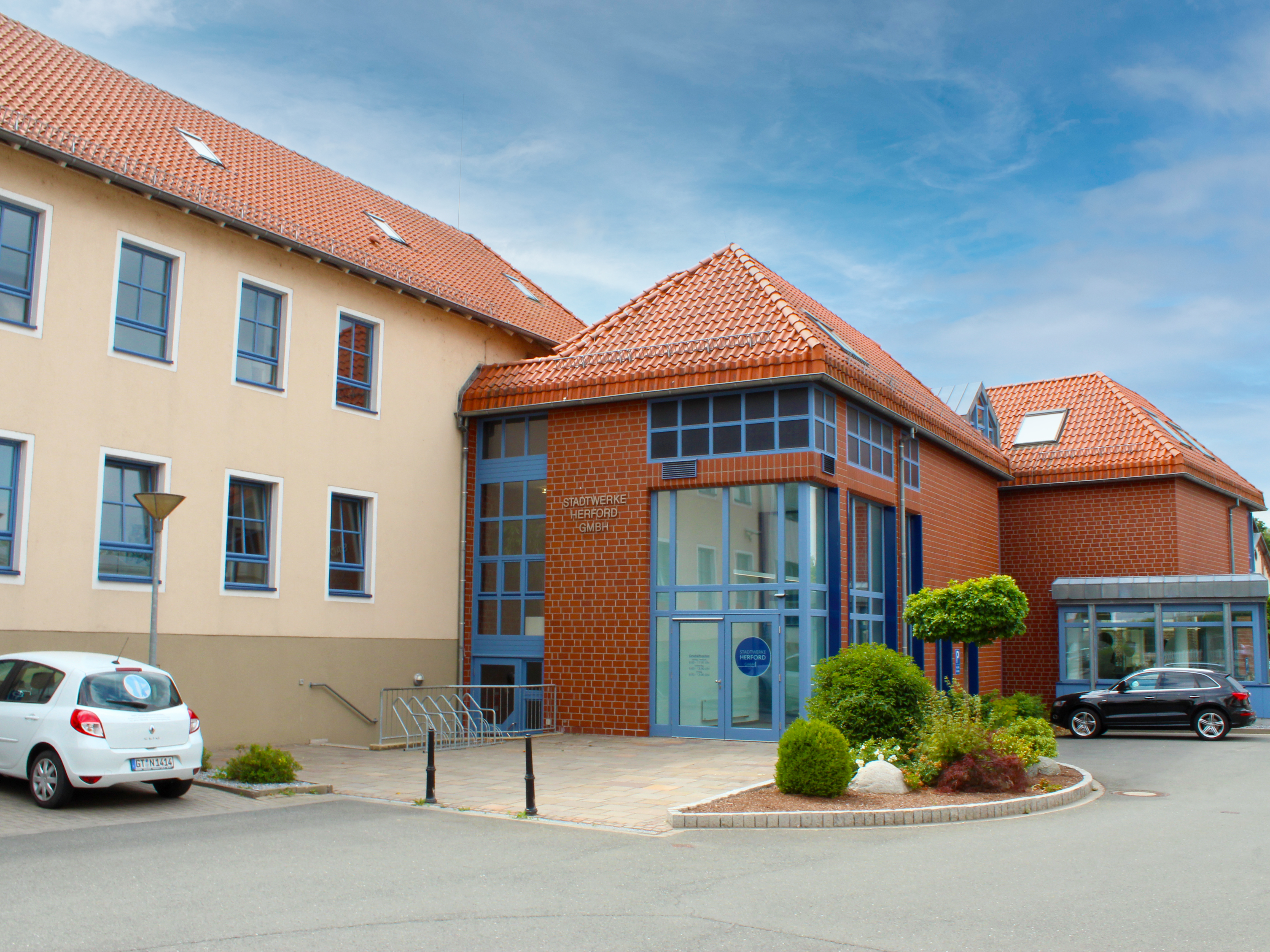
Hauptverwaltung der SWH

Die Stadtwerke Herford GmbH sind ein kommunales Versorgungs- und Dienstleistungsunternehmen in der ostwestfälischen Hansestadt Herford. Eigentümerin ist die Stadt Herford (über die HVV GmbH). Die Stadtwerke sind in den Bereichen Strom-, Erdgas-, Trinkwasser- und Wärmeversorgung sowie Freizeiteinrichtungen tätig.

## Unternehmensgeschichte
Im Jahr 1864 startet die Gasversorgung durch die „Städtische Gasversorgung Herford“. Nur zwei Jahre später kam die Wasserversorgung hinzu. Im Jahr 1983 wurde der Eigenbetrieb „Stadtwerke Herford“ in eine Kapitalgesellschaft „Stadtwerke Herford GmbH“ als 100-prozentige Tochter der Stadt Herford umgewandelt. Gleichzeitig war dies die Geburtsstunde der HVV GmbH – Herforder Versorgungs- und Verkehrs-Beteiligungs-GmbH – als 100-prozentige Tochter der Stadt Herford. Seit 2010 vertreiben die Stadtwerke Herford auch Strom. Mit dem Betrieb von Freizeiteinrichtungen wie dem H2O Herford und der Eishalle tragen sie dazu bei, durch attraktive Erlebnisangebote eine gute Lebensqualität zu sichern. Als Arbeit- und Auftraggeber und als Partner sind sie vor Ort und in der Region gut vernetzt und pflegen verlässliche Beziehungen. Als historisch gewachsenes Unternehmen in Herford haben sich die Stadtwerke die Verwurzelung in der Region und ihre Verantwortung als Partner der Wirtschaft immer bewahrt. Sie sind auch in der Eignerstruktur stets kommunal verankert geblieben. Parallel dazu haben sie frühzeitig damit begonnen, die Veränderungen der Rahmenbedingungen durch Liberalisierung des Energiemarktes als Chance zu nutzen.

## Geschäftsbereiche
Die direkt von den Stadtwerken Herford betriebenen Versorgungsbereiche sind Erdgas, Wasser und Nahwärme-Service. Die Stadtwerke Herford sind außerdem Stromlieferant und bieten ausschließlich Ökostrom. Sie sind Erdgas- und Wärmenetzbetreiber in Herford, Enger und Hiddenhausen sowie Wassernetzbetreiber in Herford, Hiddenhausen und Spenge.

### Strom
Die Stadtwerke Herford bieten ausschließlich Ökostrom, der zu 100 % aus Erneuerbaren Energien besteht.

### Erdgas
Erdgas der Stadtwerke Herford mit gutem Gewissen nutzen, denn es ist klimaneutral. Erklärung zur CO2-Kompensation: Wenn Erdgas verbraucht wird, gelangt unweigerlich CO2 in die Atmosphäre und das rund um die Erde. Um dem entgegenzuwirken, sorgen die Stadtwerke Herford für einen Ausgleich - und unterstützen zertifizierte Klimaschutzprojekte weltweit und fördern Projekte, die zukünftig weniger CO2 beim Energieverbrauch freisetzen. Über das 583 km lange Rohrnetz werden mehr als 20.000 Hausanschlüsse versorgt.

### Wasser
Die Stadtwerke Herford versorgen mehr als 100.000 Menschen in Herford, Hiddenhausen und Spenge mit Trinkwasser. Die gesamte zur Verfügung gestellte Menge beläuft sich auf über 5 Millionen Kubikmeter Wasser jährlich. Zu den Einrichtungen der Wasserversorgung gehören nicht nur ein Rohrnetz mit einer Gesamtlänge von 764 Kilometern, sondern auch insgesamt 4 Wasserwerke mit 51 Brunnen und einer Quelle. Die Versorgung der Kunden in Spenge wird über den Bezug vom Wasserbeschaffungsverband (WBV) Kreis Herford-West sichergestellt. In Hiddenhausen wird ein eigenes Wasserwerk zur Förderung betrieben. Zusätzlich gewährleistet hier der Wasserbeschaffungsverband (WBV) Kreis Herford-West die Versorgung.

### Freizeiteinrichtungen
Die Stadtwerke Herford betreiben folgende Freizeiteinrichtungen:
- H2O Herford (Erlebnisbad und Sauna)
- Sportzentrum „Im Kleinen Felde“ (eine Kombination aus Freibad und Eishalle)
- Freibad Elverdissen
- Waldfreibad Hiddenhausen
- Werburger Waldbad

## Beteiligungen
Die Stadtwerke sind u. a. an diesen Unternehmen beteiligt:
- 100 %  Freizeiteinrichtungen Stadtwerke Herford GmbH
- 55 %  WBV Wasserwerk Begatal
- 35 % Kalldorfer Sattel Wassergesellschaft mbH
- 30 % Wassergesellschaft Kalldorfer Sattel GbR
- 19,5 % WBV Kreis Herford-West
- 18,75 % WWL Windenergie-Westfalen-Lippe GmbH
- 4,78 % AOV GbR
- 2,22 % aov IT.Services GmbH
- 3,04 % Trianel Wind und Solar GmbH & Co. KG
- 1 % Stadtwerke Quedlinburg GmbH
- 0,25 % Trianel GmbH
- 0,06 % WV Energie AG